# Raimund Berengar II. (Barcelona)

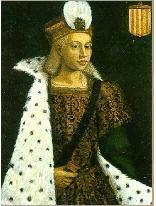
Raimund Berengar II. von Barcelona, Darstellung aus dem 16. Jahrhundert

Raimund Berengar II., el Cap d’Estopes (dt. der Flachskopf), (* 1053/54; † 5. Dezember 1082 in La Perxa de l’Astor, Montnegre) war ab 1076 Graf von Barcelona.
Raimund Berengar war ein Sohn des Raimund Berengars I., Grafen von Barcelona und dessen dritter Ehefrau Almodis († 1071), Tochter des Bernards I., Grafen von La Marche. Dem verstorbenen Vater folgte er 1076 gemeinsam mit dem Zwillingsbruder Berengar Raimund II. als Graf von Barcelona.
Bei einem Jagdausflug am 5. Dezember 1082 wurde er getötet, laut allgemeiner (unbewiesener) Überzeugung auf Geheiß des Bruders; der damit zum alleinigen Grafen gewordene erhielt den Beinamen el fratricidi (dt. Brudermörder).

## Ehe und Kinder
1078 heiratete er Mathilde, die Tochter von Robert Guiskard (1015–1085), mit der er folgende Kinder hatte:
- Almodis von Barcelona (* um 1078; † um 1140)
- Mathilde von Barcelona
- Raimund Berengar III. (Barcelona)

Nach dessen Tod heiratete Mathilde den Vizegrafen von Narbonne, Aimery I. († 1105).